# Simencourt
Simencourt est une commune française située dans le département du Pas-de-Calais en région Hauts-de-France.
La commune fait partie de la communauté de communes des Campagnes de l'Artois qui regroupe 96 communes et compte 33 141 habitants en 2021.

## Géographie

### Localisation
Localisée dans le sud-est du département du Pas-de-Calais, Simencourt est une commune située, à vol d'oiseau, à 10 km au sud-ouest de la commune d’Arras (aire d'attraction, chef-lieu d'arrondissement et préfecture du Pas-de-Calais).
Le territoire de la commune est limitrophe de ceux de six communes.
Les communes limitrophes sont Warlus, Beaumetz-lès-Loges, Berneville, Gouy-en-Artois, Monchiet et Wanquetin.

### Géologie et relief
La superficie de la commune est de 5,06 km2 ; son altitude varie de 91  à   140 mètres.

### Hydrographie
La commune est située dans le bassin Artois-Picardie. Elle n'est drainée par aucun cours d'eau,.

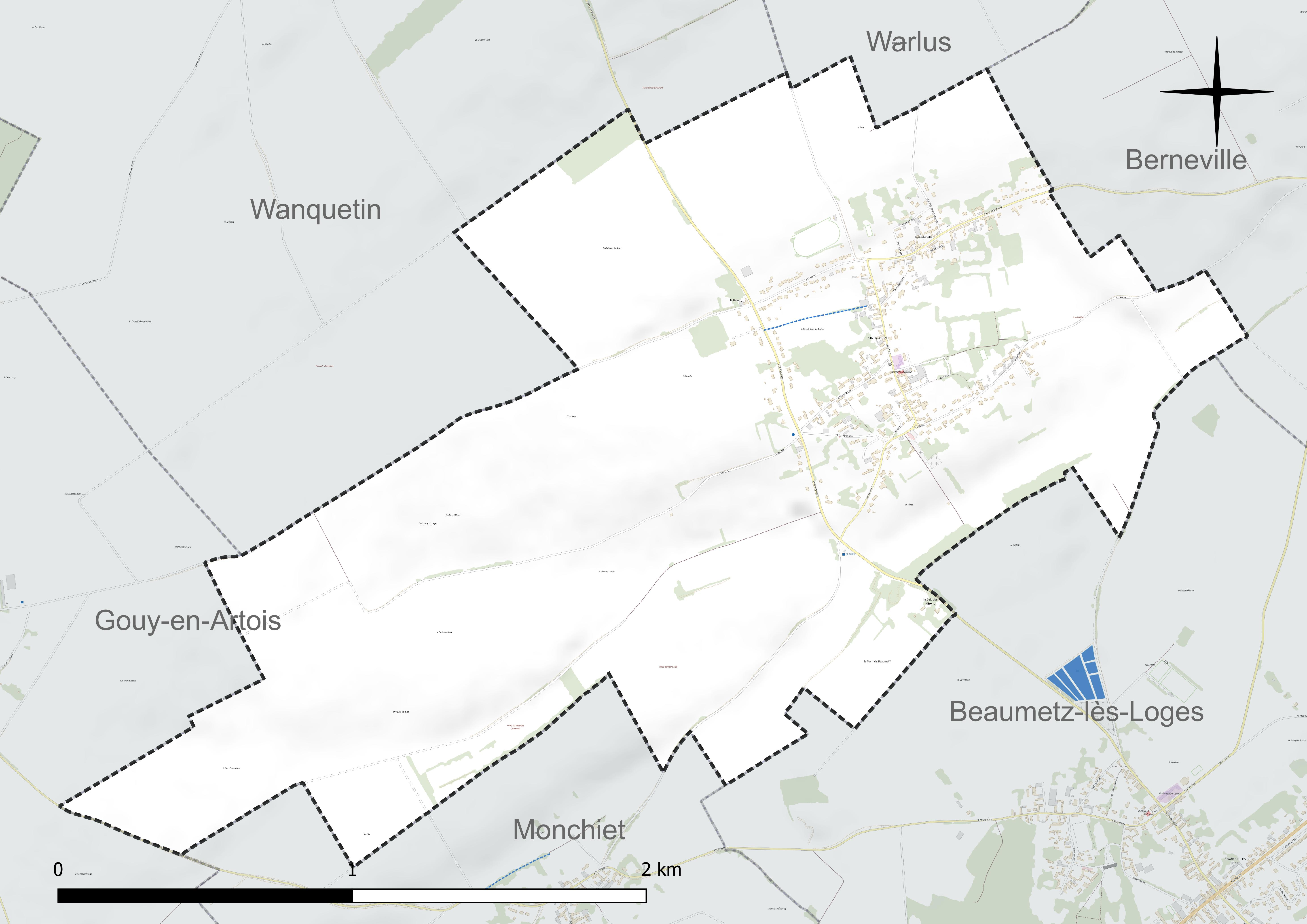
Réseau hydrographique de Simencourt.

### Climat
Pour des articles plus généraux, voir Climat des Hauts-de-France et Climat du Pas-de-Calais.
En 2010, le climat de la commune est de type climat océanique dégradé des plaines du Centre et du Nord, selon une étude du CNRS s'appuyant sur une série de données couvrant la période 1971-2000. En 2020, Météo-France publie une typologie des climats de la France métropolitaine dans laquelle la commune est exposée à un climat océanique et est dans la région climatique Nord-est du bassin Parisien, caractérisée par un ensoleillement médiocre, une pluviométrie moyenne régulièrement répartie au cours de l'année et un hiver froid (3 °C).
Pour la période 1971-2000, la température annuelle moyenne est de 10,2 °C, avec une amplitude thermique annuelle de 14,5 °C. Le cumul annuel moyen de précipitations est de 795 mm, avec 12,5 jours de précipitations en janvier et 9,1 jours en juillet. Pour la période 1991-2020, la température moyenne annuelle observée sur la station météorologique la plus proche, située sur la commune de Saulty à 9 km à vol d'oiseau, est de 10,4 °C et le cumul annuel moyen de précipitations est de 899,7 mm,. Pour l'avenir, les paramètres climatiques de la commune estimés pour 2050 selon différents scénarios d'émission de gaz à effet de serre sont consultables sur un site dédié publié par Météo-France en novembre 2022.

### Paysages
Pour un article plus général, voir Paysage en France.
La commune s’inscrit dans les « paysages des grands plateaux artésiens et cambrésiens » tels qu'ils sont définis dans l'atlas de paysages de la région Nord-Pas-de-Calais, conçu par la direction régionale de l'Environnement, de l'Aménagement et du Logement (DREAL),. 
Ces « paysages des grands plateaux artésiens et cambrésiens », qui concernent 238 communes, sont dominés par les « grandes cultures » de céréales et de betteraves industrielles qui représentent 70 % de la surface agricole utilisée (SAU).

## Urbanisme

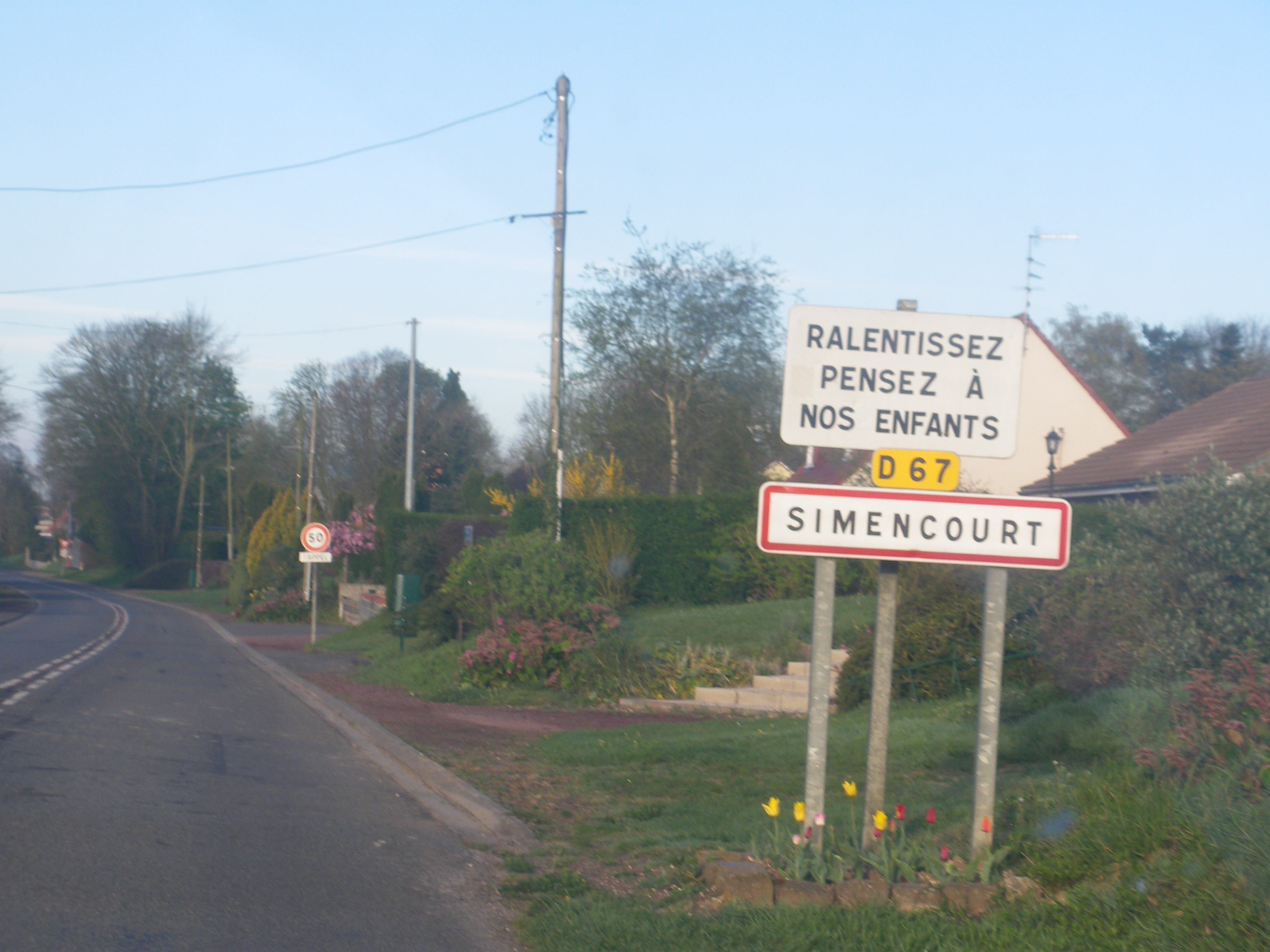
Une entrée de la commune.

### Typologie
Au 1er janvier 2024, Simencourt est catégorisée commune rurale à habitat dispersé, selon la nouvelle grille communale de densité à sept niveaux définie par l'Insee en 2022.
Elle est située hors unité urbaine. Par ailleurs la commune fait partie de l'aire d'attraction d'Arras, dont elle est une commune de la couronne,. Cette aire, qui regroupe 163 communes, est catégorisée dans les aires de 50 000 à moins de 200 000 habitants,.

### Occupation des sols
L'occupation des sols de la commune, telle qu'elle ressort de la base de données européenne d'occupation biophysique des sols Corine Land Cover (CLC), est marquée par l'importance des territoires agricoles (90,4 % en 2018), une proportion identique à celle de 1990 (90,4 %). La répartition détaillée en 2018 est la suivante :
terres arables (75,2 %), prairies (15,1 %), zones urbanisées (9,6 %). L'évolution de l'occupation des sols de la commune et de ses infrastructures peut être observée sur les différentes représentations cartographiques du territoire : la carte de Cassini (XVIIIe siècle), la carte d'état-major (1820-1866) et les cartes ou photos aériennes de l'IGN pour la période actuelle (1950 à aujourd'hui).

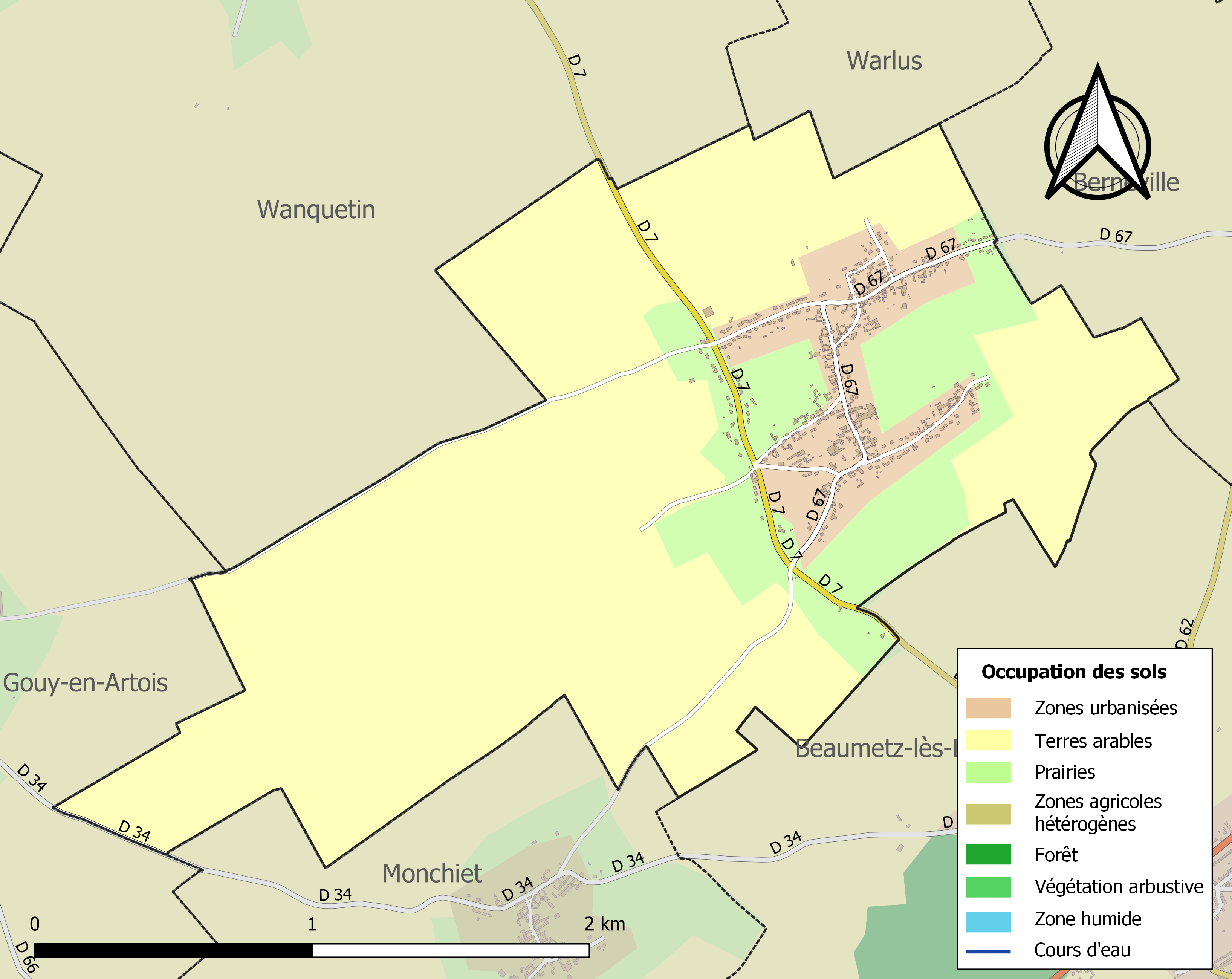
Carte des infrastructures et de l'occupation des sols de la commune en 2018 (CLC).

## Toponymie
Le nom de la localité est attesté sous les formes Maisbodvilla (752-757) ; Maysbotvilla (866) ; Mainbodvilla (869) ; Maisbotvilla (891) ; Masbodvilla (1022) ; Simencurt (1130-1147) ; Masbovilla (xiie siècle) ; Symoncurt (vers 1154) ; Symonis curtis (1154-1159) ; Symoncurz, antiquitus Mambodvilla [lire : Mainbodvilla], Simoncurt (xiie siècle) ; Symoncort (1157-1168) ; Simecourt, Simancourt (1167) ; Simoncourt, Simencourt-le-Grant (1272) ; Symencort (xiiie siècle) ; Symencourt (1374) ; Simiancourt (1469) ; Chimencourt (1501-1502) ; Cimencourt (1612) ; Chemencourt (1698).

## Histoire
Pendant la Première Guerre mondiale, Simencourt est en arrière du front de l'Artois. Des troupes y séjournent, parfois, par exemple en mai 1915, pour reprendre des forces, se reposer après des jours au front, reconstituer le régiment.
Lors de la Seconde Guerre mondiale, le 21 mai 1940 cinq hommes sont exécutés et 24 fermes incendiées par des soldats de la 3e Panzerdivision SS Totenkopf.

## Politique et administration

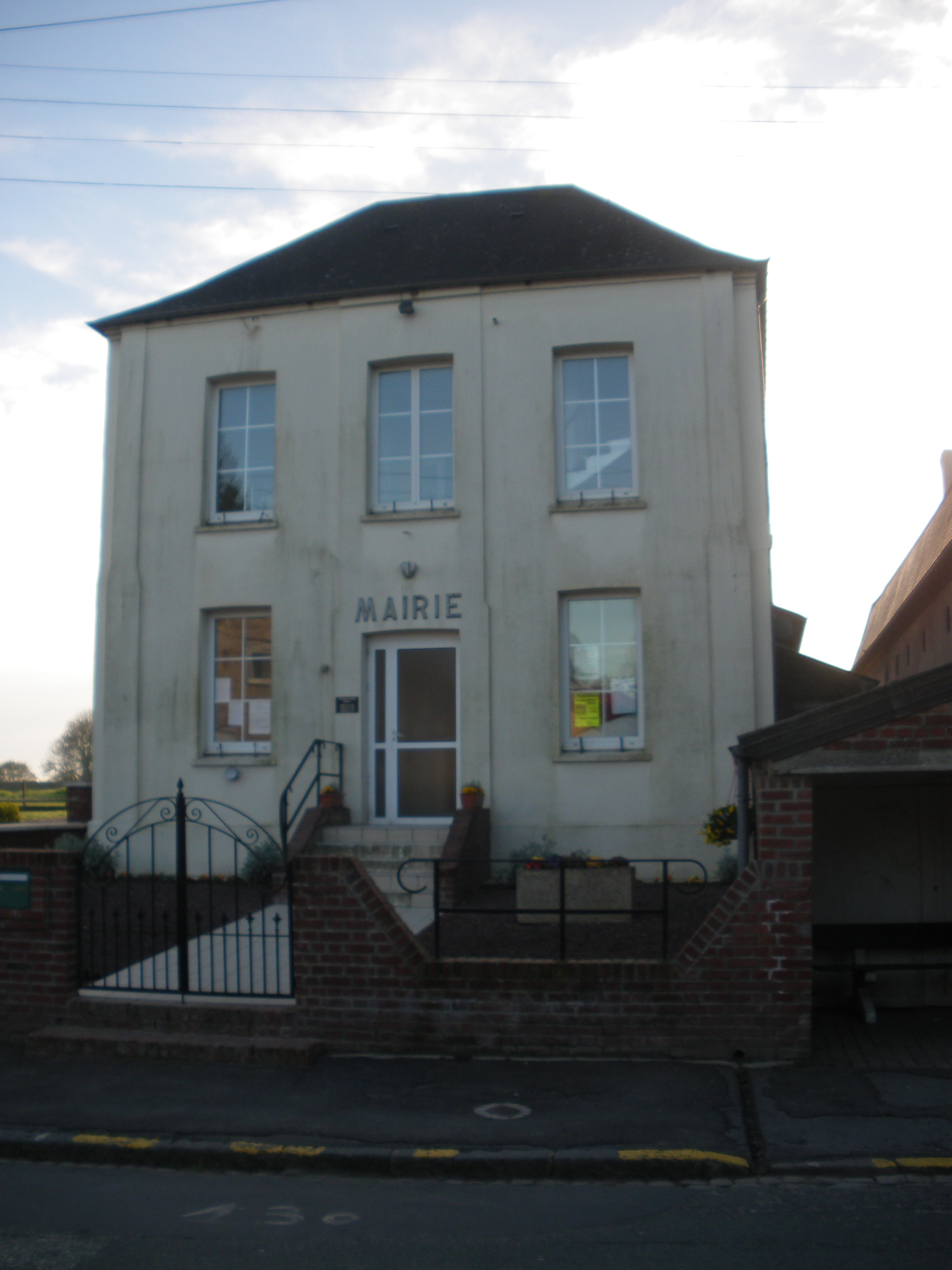
La mairie.

### Découpage territorial
La commune se trouve dans l'arrondissement d'Arras du département du Pas-de-Calais.

#### Commune et intercommunalités
La commune est membre de la communauté de communes des Campagnes de l'Artois. Cette communauté de communes regroupe 96 communes et compte 33 141 habitants en 2021.

#### Circonscriptions administratives
La commune est rattachée au canton d'Avesnes-le-Comte.

#### Circonscriptions électorales
Pour l'élection des députés, la commune fait partie de la première circonscription du Pas-de-Calais.

### Élections municipales et communautaires

#### Liste des maires
| Période                                  | Période                    | Identité                | Étiquette | Qualité                         |
| ---------------------------------------- | -------------------------- | ----------------------- | --------- | ------------------------------- |
| Les données manquantes sont à compléter. |                            |                         |           |                                 |
| mars 2001                                | 2020                       | Donat Tabary            |           | Réélu pour le mandat 2014-2020, |
| 27 mai 2020                              | En cours (au 7 avril 2022) | Françoise Simon-Pruvost |           | Cadre de la fonction publique,  |

## Population et société

### Démographie

#### Évolution démographique
L'évolution du nombre d'habitants est connue à travers les recensements de la population effectués dans la commune depuis 1793. Pour les communes de moins de 10 000 habitants, une enquête de recensement portant sur toute la population est réalisée tous les cinq ans, les populations de référence des années intermédiaires étant quant à elles estimées par interpolation ou extrapolation. Pour la commune, le premier recensement exhaustif entrant dans le cadre du nouveau dispositif a été réalisé en 2004.

En 2022, la commune comptait 567 habitants, en évolution de +1,8 % par rapport à 2016 (Pas-de-Calais : −0,72 %, France hors Mayotte : +2,11 %).
| 1793 | 1800 | 1806 | 1821 | 1831 | 1836 | 1841 | 1846 | 1851 |
| ---- | ---- | ---- | ---- | ---- | ---- | ---- | ---- | ---- |
| 314  | 345  | 356  | 385  | 401  | 443  | 427  | 432  | 463  |

| 1856 | 1861 | 1866 | 1872 | 1876 | 1881 | 1886 | 1891 | 1896 |
| ---- | ---- | ---- | ---- | ---- | ---- | ---- | ---- | ---- |
| 480  | 487  | 455  | 506  | 480  | 492  | 507  | 503  | 496  |

| 1901 | 1906 | 1911 | 1921 | 1926 | 1931 | 1936 | 1946 | 1954 |
| ---- | ---- | ---- | ---- | ---- | ---- | ---- | ---- | ---- |
| 481  | 454  | 430  | 435  | 416  | 393  | 375  | 353  | 364  |

| 1962 | 1968 | 1975 | 1982 | 1990 | 1999 | 2004 | 2006 | 2009 |
| ---- | ---- | ---- | ---- | ---- | ---- | ---- | ---- | ---- |
| 371  | 360  | 361  | 413  | 523  | 534  | 558  | 548  | 535  |

| 2014 | 2019 | 2022 | - | - | - | - | - | - |
| ---- | ---- | ---- | - | - | - | - | - | - |
| 548  | 557  | 567  | - | - | - | - | - | - |

#### Pyramide des âges
En 2018, le taux de personnes d'un âge inférieur à 30 ans s'élève à 29,3 %, soit en dessous de la moyenne départementale (36,7 %). À l'inverse, le taux de personnes d'âge supérieur à 60 ans est de 26,6 % la même année, alors qu'il est de 24,9 % au niveau départemental.
En 2018, la commune comptait 281 hommes pour 276 femmes, soit un taux de 50,45 % d'hommes, légèrement supérieur au taux départemental (48,50 %).
Les pyramides des âges de la commune et du département s'établissent comme suit.
| Hommes | Classe d’âge | Femmes |
| ------ | ------------ | ------ |
| 1,1    | 90 ou +      | 0,4    |
| 6,4    | 75-89 ans    | 6,2    |
| 17,8   | 60-74 ans    | 21,4   |
| 22,4   | 45-59 ans    | 24,3   |
| 22,4   | 30-44 ans    | 19,2   |
| 12,8   | 15-29 ans    | 15,2   |
| 17,1   | 0-14 ans     | 13,4   |

| Hommes | Classe d’âge | Femmes |
| ------ | ------------ | ------ |
| 0,5    | 90 ou +      | 1,6    |
| 5,6    | 75-89 ans    | 8,9    |
| 16,7   | 60-74 ans    | 18,1   |
| 20,2   | 45-59 ans    | 19,2   |
| 18,9   | 30-44 ans    | 18,1   |
| 18,2   | 15-29 ans    | 16,2   |
| 19,9   | 0-14 ans     | 17,9   |

## Culture locale et patrimoine

### Lieux et monuments
- L'église Saint-Médard.
- Le monument aux morts.

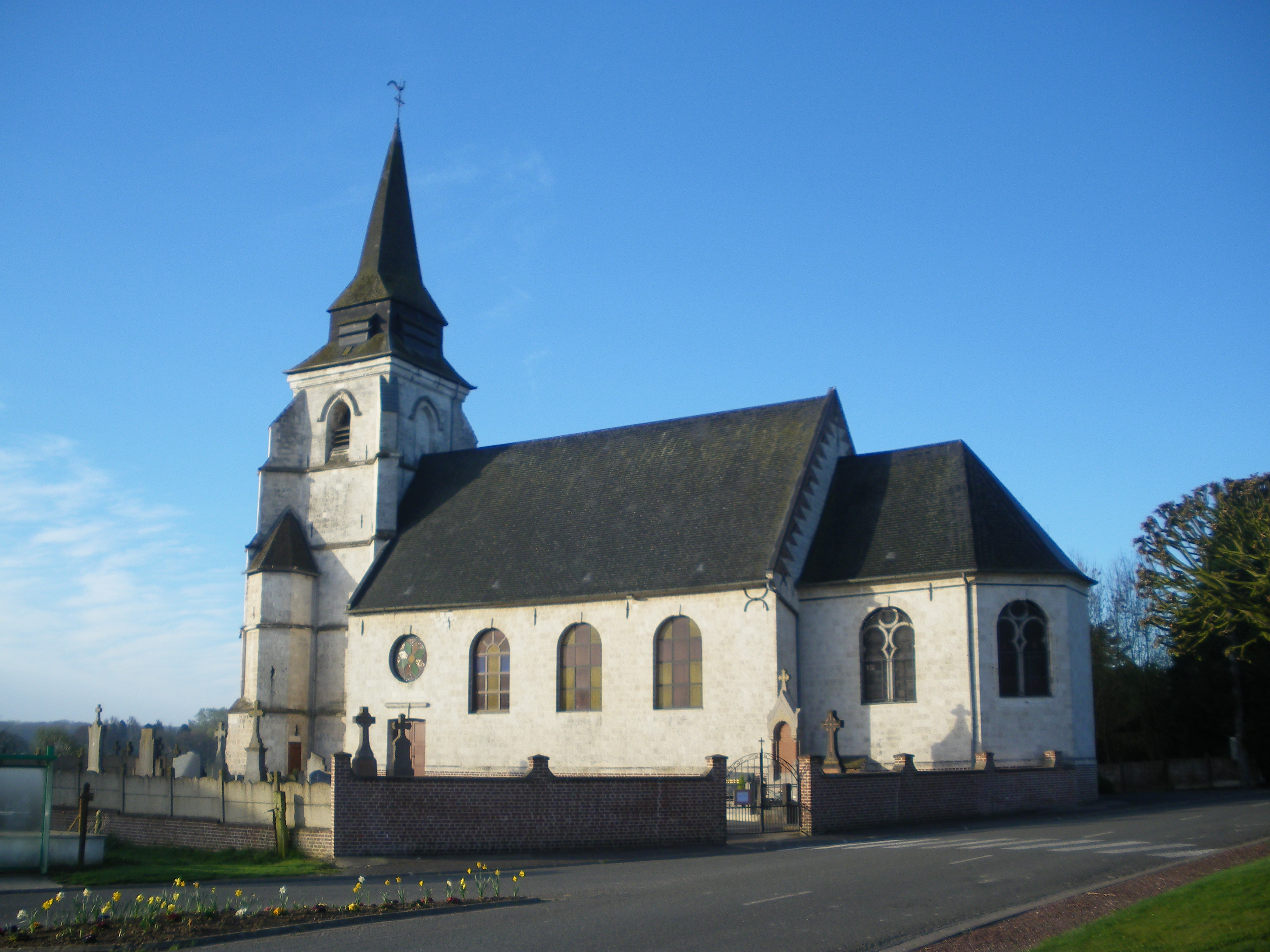
L'église.
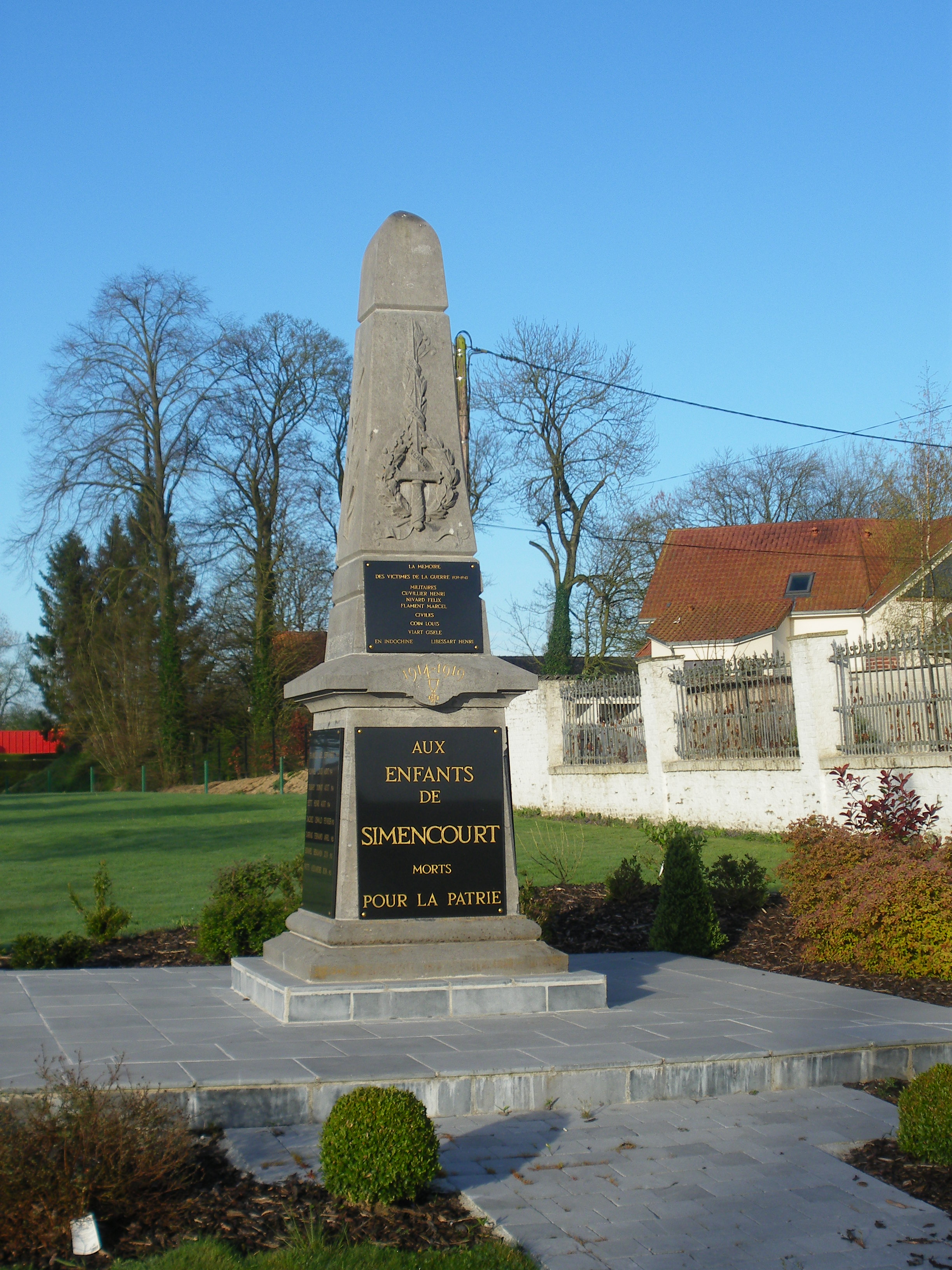
Le monument aux morts.

### Personnalités liées à la commune
- Antoine Havet (1513-1578), dominicain, premier évêque du diocèse de Namur, né à Simencourt et mort à Namur.

### Héraldique
|  | Les armes de la commune se blasonnent ainsi : écartelé au 1) et au 4) d'argent aux trois tourteaux de gueules, au 2) et au 3) d'azur à la fasce d'or accompagnée de six billettes du même trois rangées en chef et trois rangées en pointe. |

## Pour approfondir